# Harms & Kapelle
Harms & Kapelle ist eine Band aus Hamburg.

## Bandgeschichte
Der von Chris Harms, dem Frontmann der Band Lord of the Lost, zusammen mit Co-Produzent Benjamin Lawrenz und Studio-Schlagzeuger Tobias Mertens im Jahr 2012 gegründeten Band gehören darüber hinaus Co-Songautor Corvin Bahn und der Gitarrist der Rock n’ Roll Band „Pfeffer“ Thilo Weging an. Der Musikstil der Band wird als Genre-Mix beschrieben, der Country-, Folk- und Rockabilly-Zitate enthält und zudem über Dark-Wave- und Rock-Elemente verfügt. Chris Harms, der Kopf der Band, sieht die Musik in Anlehnung an Johnny Cash, Nick Cave oder Amy Macdonald. Die Band verwendet ausschließlich deutschsprachige Texte und werden als solche mit Tiefgang und teils mehrschichtige Metaphern beinhaltend beschrieben.
Am 28. Februar 2014 erschien bei Out of Line das Debütalbum „Meilenstein“. Zum vorab veröffentlichten Song „Nach uns die Sinn Flut“ existiert ein Musik-Video. Rezensionen des Albums Meilenstein finden sich beispielsweise im Sonic Seducer (Ausgabe 2/2014) und bei „earshot“. Bei je einem Lied des Debütalbums wirken zudem „Der Schulz“, Sänger der Band Unzucht, und Le Compte Caspar von Coppelius als Klarinettist mit.

## Diskografie
- 2014: Meilenstein (Album)
- 2014: Nach uns die Sinn Flut (Single)